# Orion Pictures
Orion Pictures (oryginalna nazwa: Orion Releasing, LLC) – amerykańska niezależna wytwórnia filmowa powstała w 1978 roku jako joint venture Warner Bros. oraz trzech byłych najważniejszych członków kierownictwa United Artists. Wytwórnia wyprodukowała wiele filmów należących do kanonu kina światowego m.in. Amadeusz, Pluton, Terminator, Robocop, Rambo: Pierwsza krew, Milczenie owiec, Tańczący z wilkami, Rodzina Addamsów.

## Złoty okres 1978–1992
Orion powstał w 1978 w celu dystrybucji i promocji filmów produkowanych przez Warner Brothers. Od początku istnienia unikał ingerencji w proces produkcyjny wyrabiając sobie opinię studia dającego reżyserom dużą swobodę.
Już w 1979 Orion wypuścił osiem filmów, wśród nich był Żywot Briana. Współpraca z WB zaowocowała całkiem udanym Caddyshack z 1980. W 1981 Orion wypuścił 23 filmy, lecz tylko co trzeci przyniósł dochody. Mimo tego Orion dążył do wyjścia z cienia Warner Brothers i utworzenia własnej sieci dystrybucji. Zakupił Filmways i zaczął produkować seriale i filmy telewizyjne. Praca nad Arthurem od Paramount Pictures przyniosła zysk w wysokości 95 mln dolarów przy 7 mln wydanych na produkcję. Później w latach 80., Orion wypuścił Pluton i wyprodukował Wyrzuć mamę z pociągu, które odniosły duży sukces. Lata 80. były udane dla Oriona. Powstały uznane dzieła takie jak: Pluton, Terminator czy Robocop, lecz Orion wyprodukował też wiele mniej udanych filmów, jak Ciało i krew czy Dom przy Carroll Street. Pod koniec 1990 wytwórnia zarobiła znaczną sumę, dzięki dystrybucji Tańczącego z wilkami – 424 mln dolarów, przy produkcji kosztującej 22 mln. Wyprodukowane w tym samym roku Milczenie owiec oraz Rodzina Addamsów również odniosły sukces.
Orion Pictures w ciągu wielu lat działalności osiągnął stosunkowo wysoki poziom uznania i jakości filmów w Hollywood. W złotym okresie wytwórni (lata 1978–1992) pracowało dla niej wielu zdobywców Oscara, w tym Woody Allen.
Rok 1991 przyniósł zysk 191 mln dolarów za film Rodzina Addamsów oraz 272 mln dolarów za Milczenie owiec. Milczenie owiec zostało również nagrodzone Oscarem za najlepszy film. I choć wytwórnia produkowała i dystrybuowała filmy bardzo dobrze oceniane zarówno przez krytyków jak i publiczność to Orion Pictures nie był w stanie wydostać się z poważnych problemów finansowych.

## Zadłużenie oraz upadek
Orion był finansowany z tzw. junk bond, czyli obligacji śmieciowych, posiadających wysokie ryzyko kredytowe. 100 mln dolarów takiego kredytu może wydawać się dużą kwotą, lecz w latach 70. XX w. dla firm, które chciały dystrybuować i promować nowe filmy to już było niewiele.
W 1986, zaraz po serii finansowych sukcesów, Orion zaczął wyprzedawać swoje rekwizyty i plany filmowe do Metromedii Johna W. Kluge’a, który do 1988 wykupił ok. 67% własności Oriona.
1989 oraz 1990 były bardzo chudymi latami dla Oriona. Wielkie studia dałyby radę przetrwać okres bez zysku, lecz Orion się do nich nie zaliczał. Film Valmont z 1989 ledwo zarobił 1 mln dolarów, podczas gdy produkcja kosztowała 33 mln. Film Everybody Wins zarobił 1,3 mln dolarów, przy produkcji kosztującej 19 mln.
Na początku lat 90. zarobił fortunę na Milczeniu Owiec oraz Tańczącym z wilkami, lecz wciąż miał dług w wysokości 1 mld dolarów.
Głównym powodem upadku Oriona był brak kapitału. Biznes filmowy jest bardzo zmienny, więc wielkie wytwórnie przechowują zapasowy kapitał na trudniejszy okres, który może trwać latami. Robił dużo bardzo dobrych i niesamowicie drogich filmów, jednak nie przyciągały one tłumów. Gdy problemy zaczęły narastać, nie miał pieniędzy by się wykupić. Zarządzono sprzedaż praw do filmów, które w innym wypadku mogłyby posłużyć do tworzenia kontynuacji lub nowych produkcji. Sprzedano, jeszcze w trakcie produkcji, prawa do Addamsów do Paramount. Brak średniej klasy filmów do dystrybucji domowej ostatecznie pogrzebało Oriona.
Pod koniec lat 90. Orion ogłosił bankructwo. Studio filmowe Orion Pictures zostało zamknięte w 1998. Wtedy też prawa autorskie do firmy jak i jej pozostałych filmów przejęło studio Metro-Goldwyn-Mayer.
W 2005 roku, gdy powstał MGM Holdings, Orion został formalną własnością akcjonariuszy tego holdingu, m.in. Sony Corporation i Comcast.
W 2014 działalność wytwórni została wznowiona; jesienią tego roku studio wydało film The Town That Dreaded Sundown. Od 2014 działa jako samodzielne studio, jednak nowe produkcje nie odniosły większego sukcesu.